# Sant Isidre d'Erinyà
L'església de Sant Isidre d'Erinyà és una capella del municipi de Conca de Dalt, al Pallars Jussà, dins de l'antic terme de Toralla i Serradell.
Està situada a la part nord-oriental del terme, a ponent del Congost d'Erinyà i del túnel del mateix nom. És a la dreta del barranc d'Enserola. Queda al nord del poble d'Erinyà, a l'extrem sud-oriental de l'Obaga de Sant Isidre.